# 汉斯-彼得·拉尼希
汉斯-彼得·拉尼希（德語：Hans-Peter Lanig，1935年12月7日—2022年1月28日），德国男子高山滑雪运动员。他曾代表德国联队参加1956年和1960年冬季奥林匹克运动会高山滑雪比赛，其中1960年冬季奥运会获得一枚银牌。